# 大河乡 (吴忠市)
红寺堡开发区大河乡，是中华人民共和国宁夏回族自治区吴忠市红寺堡区下辖的一个乡镇级行政单位。

## 行政区划
红寺堡开发区大河乡下辖以下地区：
红崖村、龙泉村、麻黄沟村、大河村、开元村、龙兴村、香园村、石炭沟村、平岭子村、石坡子村、河西村和乌沙塘村。